# 西营河

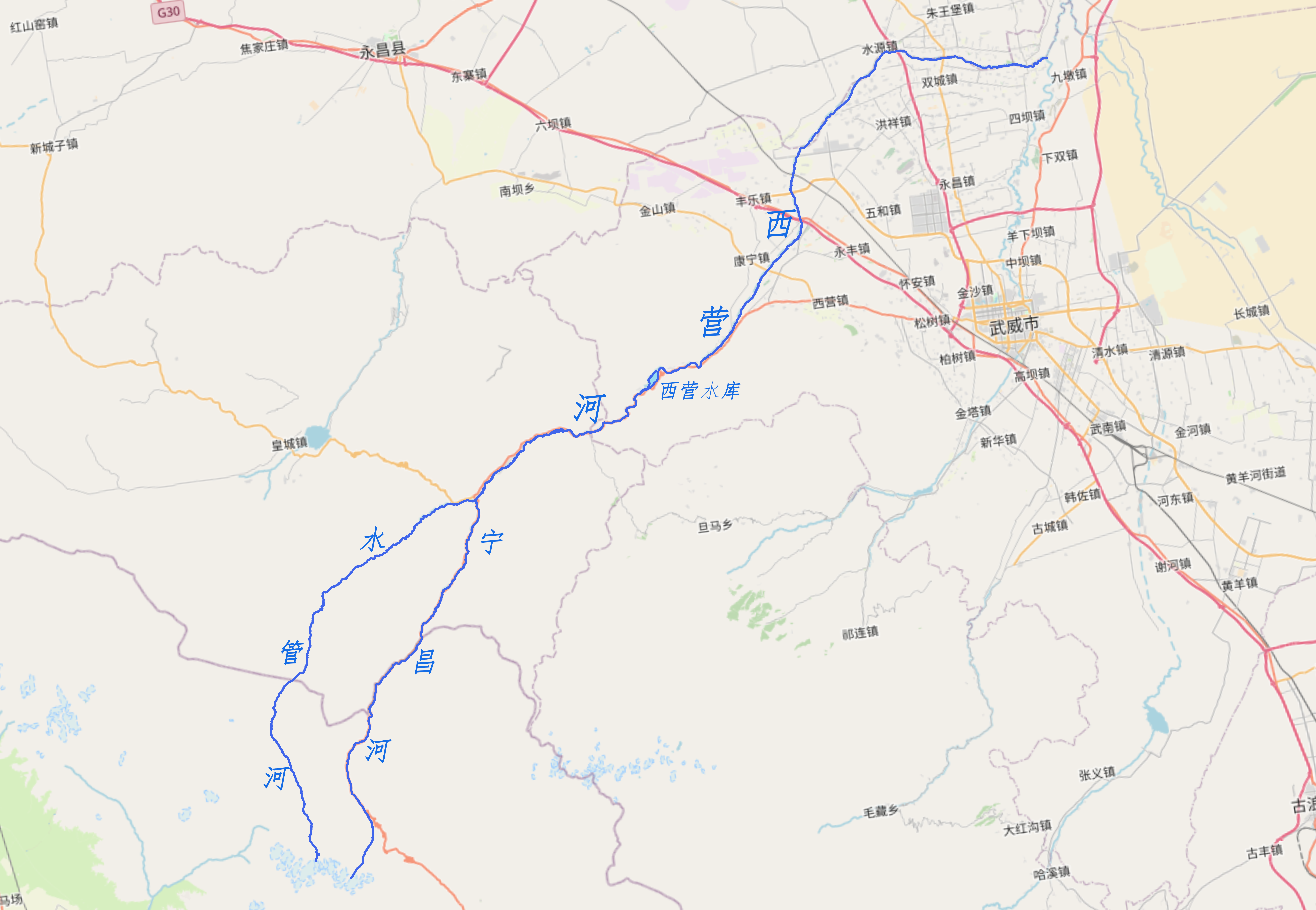
西营河

西营河，位于中国西北地区的一条内流河，属于石羊河水系。西营河由宁昌河和水管河汇集而成：主源宁昌河发源于青海省海北藏族自治州门源回族自治县北部祁连山冷龙岭夹墙槽附近，蜿蜒向北流入甘肃省张掖市肃南裕固族自治县皇城镇，于皇城镇水关村（水关口）与水管河相汇，全长42.4千米，集水面积714平方千米；水管河也作水关河，发源于青海门源冷龙岭乱石窝脑子附近，蜿蜒向北过水管滩后进入甘肃肃南县境内后转东北流，于皇城镇水关村（水关口）与宁昌河相汇，全长47.6千米，集水面积297平方千米。干流自水关村（水关口）起向东北流经武威市凉州区西营水库，于石咀子出山口进入武威盆地，山口处建有渠首枢纽工程将河水引入下游渠系。根据《中国河湖大典·西北诸河卷》记载，西营河主河道在灌区形成两条自然河槽下泄洪水：一条叫清水河，自石咀子东北向下流经武威城西与金塔河下游汇流后汇入海藏河；另一条称朵浪河，沿鲁家河沿庄东北流经柳湾庄、毛家庄，折向周家河湾，经支寨到洪祥刘家沟一带与泉水河沟系汇合形成南沙河，东流至民勤蔡旗堡附近汇入石羊河。至此西营河全长124千米。但是根据天地图卫星影像显示，清水河段实际已无明显河道，朵浪河现已改造成为西营四干渠。西营河下游实际的行洪河道自武威市凉州区康宁镇东湖村以东折向北，于丰乐镇沙滩村东北折向东北，成为武威市凉州区与金昌市永昌县之间的界河，东北流至永昌县水源镇折向东，最后于武威市凉州区四坝镇三岔村东北汇入石羊河。下游至河口约10千米河段为凉州区与民勤县之间的界河，整个干流如右图所示。在甘肃省标准地图在线服务系统中发布的凉州区2021版标准地图中的西营河走向也与此相同。2020年甘肃省人民政府公布的省级河湖管理范围划定成果，称西营河在甘肃省范围内的长度约为102千米。
西营河流域由于灌区盆地，流域界限难以界定，通常以西营水库以上产流区集水面积为其流域面积，即1455平方千米。西营河年均径流量3.7亿立方米，灌区设计灌溉面积2.75万公顷，有效灌溉面积2.52万公顷，为周边地区重要的水源。